# ایو سیمونو
ایو سیمونو (فرانسوی: Yves Simoneau‎؛ تلفظ فرانسوی: [iv simɔno]؛ زادهٔ ۲۸ اکتبر ۱۹۵۵) کارگردان، تهیه‌کننده فیلم و فیلم‌نامه‌نویس اهل کانادا است.
از فیلم‌ها یا مجموعه‌های تلویزیونی که وی در آن‌ها نقش داشته است، می‌توان به کیش یک آدم‌کش: دودمان، ناپلئون و ۴۴۰۰ اشاره نمود.
وی همچنین برنده جوایزی همچون جایزه انجمن کارگردانان آمریکا شده است.